# ستار أوشن
ستار أوشن (بالإنجليزية: Star Ocean)‏ هي مجموعة ألعاب من نوع تقمص الأدوار تبرمجها تري أيس (بالإنجليزية: tri-Ace)‏، وتقوم سكوير إنكس بنشرها. تتألف من أربع ألعاب رئيسية. نشرت إنكس الجزء الأول في عام 1996 في اليابان فقط.